# Erodium cyconioides
Erodium cyconioides là một loài thực vật có hoa trong họ Mỏ hạc. Loài này được Tzvelev mô tả khoa học đầu tiên năm 1993.